# Richard Knötel

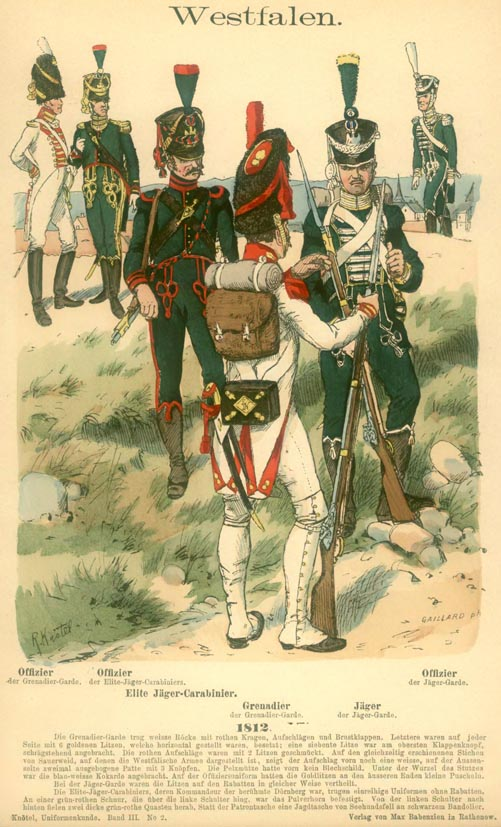
L'armée westphalienne en 1812.

Richard Knötel (parfois aussi orthographié Knœtel), né le 12 janvier 1857 à Glogau et mort le 26 avril 1914 à Berlin, est un peintre, dessinateur et illustrateur prussien qui s'est particulièrement spécialisé dans la réalisation de planches uniformologiques. Ses travaux en la matière restent des références pour tous les historiens et passionnés d'histoire militaire.

## Biographie
Richard Knötel est issu d'une famille d'artistes peintres et dessinateurs, fils d'Augustin Knötel, professeur émérite de peinture académique, lui-même peintre et illustrateur. Par cette influence familiale, il commença dès lors très jeune sa carrière d'illustrateur de journaux et de livres, ne fréquentant que fort peu de temps l'académie royale de Berlin (1880) et s'y contentant d'un court perfectionnement dans les techniques d'illustrations.
Jeune adolescent, il fut impressionné par les exploits des armées allemandes lors des guerres de fondation de l'Empire (Autriche, Danemark, France) et se passionna dès lors pour l'histoire militaire et l'uniformologie, allemande d'abord puis européenne. Poussant ses études en la matière à un très haut niveau de rigueur et de qualité, il fut le pionnier de cette discipline qu'est l'uniformologie, en en faisant l'égale de l'héraldique. Sa bibliothèque personnelle de référence ne comptait pas moins de 9 000 titres.
Il travailla pour les grands journaux allemands Illustrirte Zeitung, Daheim, Über Land und Meer (de) ainsi qu'à d'autres petits périodiques, notamment ceux de la société historique Association d'histoire de Berlin (de). Avec le peintre Carl Röchling, il illustra également deux livres patriotiques pour la jeunesse :

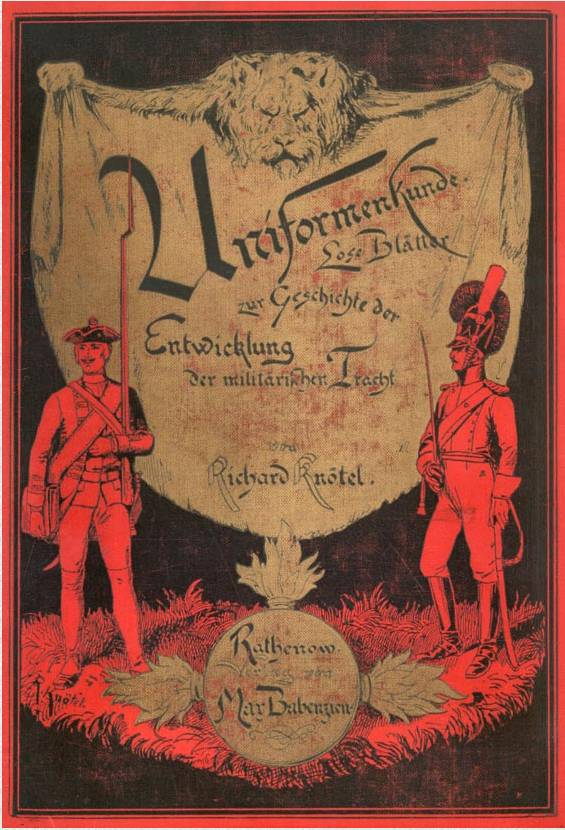

1. Carl Röchling, Richard Knötel: Der Alte Fritz in 50 Bildern für Jung und Alt, 1895
2. Carl Röchling, Richard Knötel: Die Königin Luise in 50 Bildern für Jung und Alt, 1896

Mais son œuvre majeure reste son Handbuch der Uniformkunde (1896) (litt. Manuel d'uniformologie) prolongeant lui-même ses Grosse Uniformkunde séries et qui ne compte pas moins de 1 060 planches annotées couvrant les armées du monde entier depuis le XVIIe siècle) jusqu'à la Première Guerre mondiale.
Richard Knötel meurt des suites du paludisme, qu'il avait contracté lors d'un voyage en Afrique orientale allemande en 1913-1914, le 26 avril 1914, et de ce voyage, il avait réalisé ses derniers dessins. Il repose au cimetière Saint Matthias (de) dans le quartier de Berlin-Tempelhof.
Son fils Herbert Knötel (1893-1963) poursuivit le travail de son père, en l'assistant d'abord dans son gigantesque travail de recherche avant de devenir à son tour une référence en matière d'illustrations uniformologiques napoléoniennes.

## Contemporains et héritiers
Même s'il y eut bien quelques précurseurs à l'œuvre de Knötel - notamment en Allemagne après la chute de Napoléon Ier - dont les travaux sont parfois exposés dans des musées militaires ou conservés dans les bibliothèques publiques ou privées, la période qui suivit la guerre franco-prussienne de 1870, en suscitant des sentiments patriotiques enflammés des deux côtés du Rhin et ensuite un intérêt dans tout l'Europe, marqua le premier âge d'or de l'uniformologie, notamment avec Édouard Detaille en France.
Parmi ses contemporains, héritiers spirituels et successeurs, on pourra citer (outre son propre fils):
- Le Lt-Colonel V. Belhomme avec son Histoire de l'Infanterie en France (5 vol. ; Paris, 1893–1902) ;
- Eugène Louis Bucquoy auteur d'un vaste ensemble de fiches uniformologiques sur le Premier Empire ;
- Lucien Rousselot et ses 106 planches sur l'armée française ;
- Les époux belges Liliane et Fred Funcken.

## Quelques œuvres

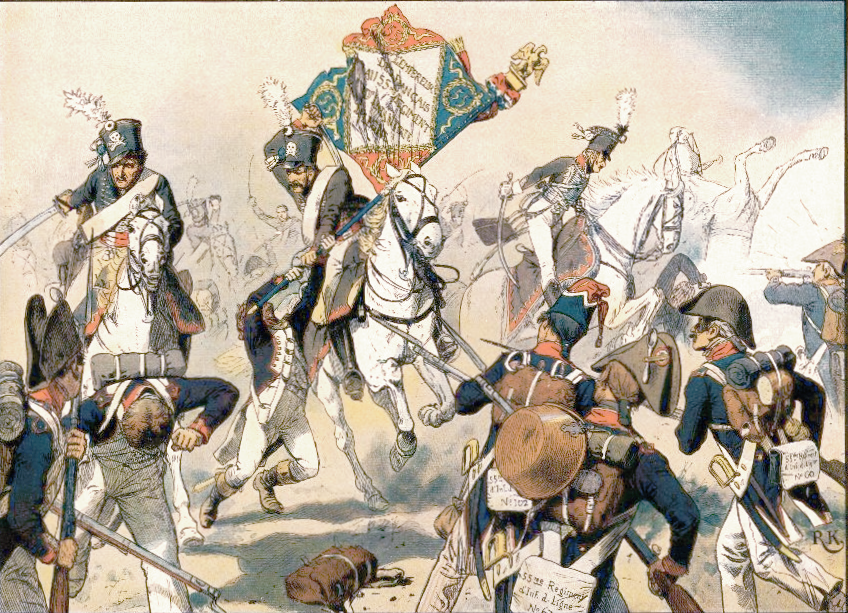
Bataille d'Heilsberg.
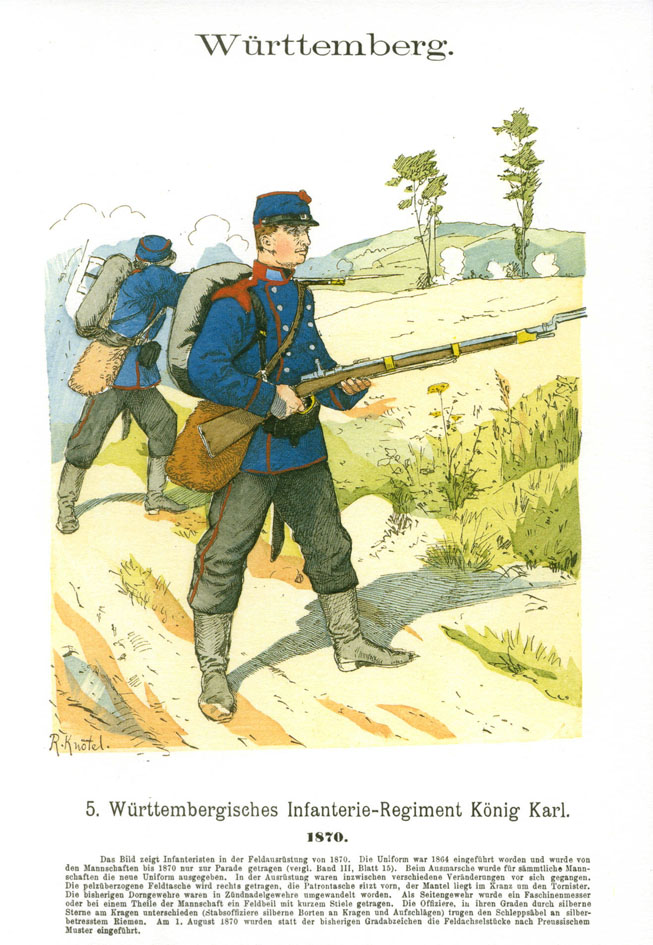
Württemberg. 5. Infanterie-Regiment König Karl. 1870
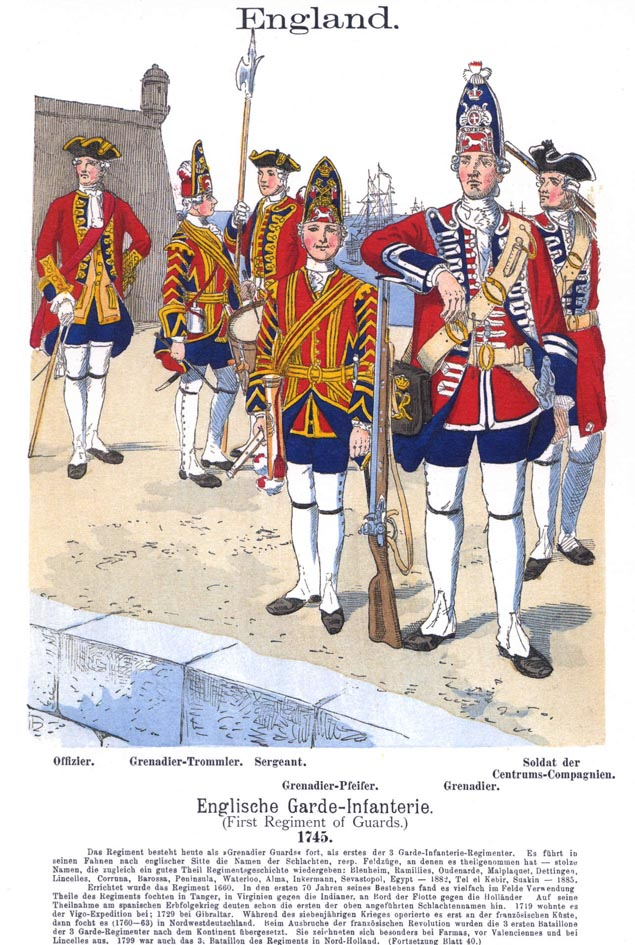
Englische Garde-Infanterie. 1745
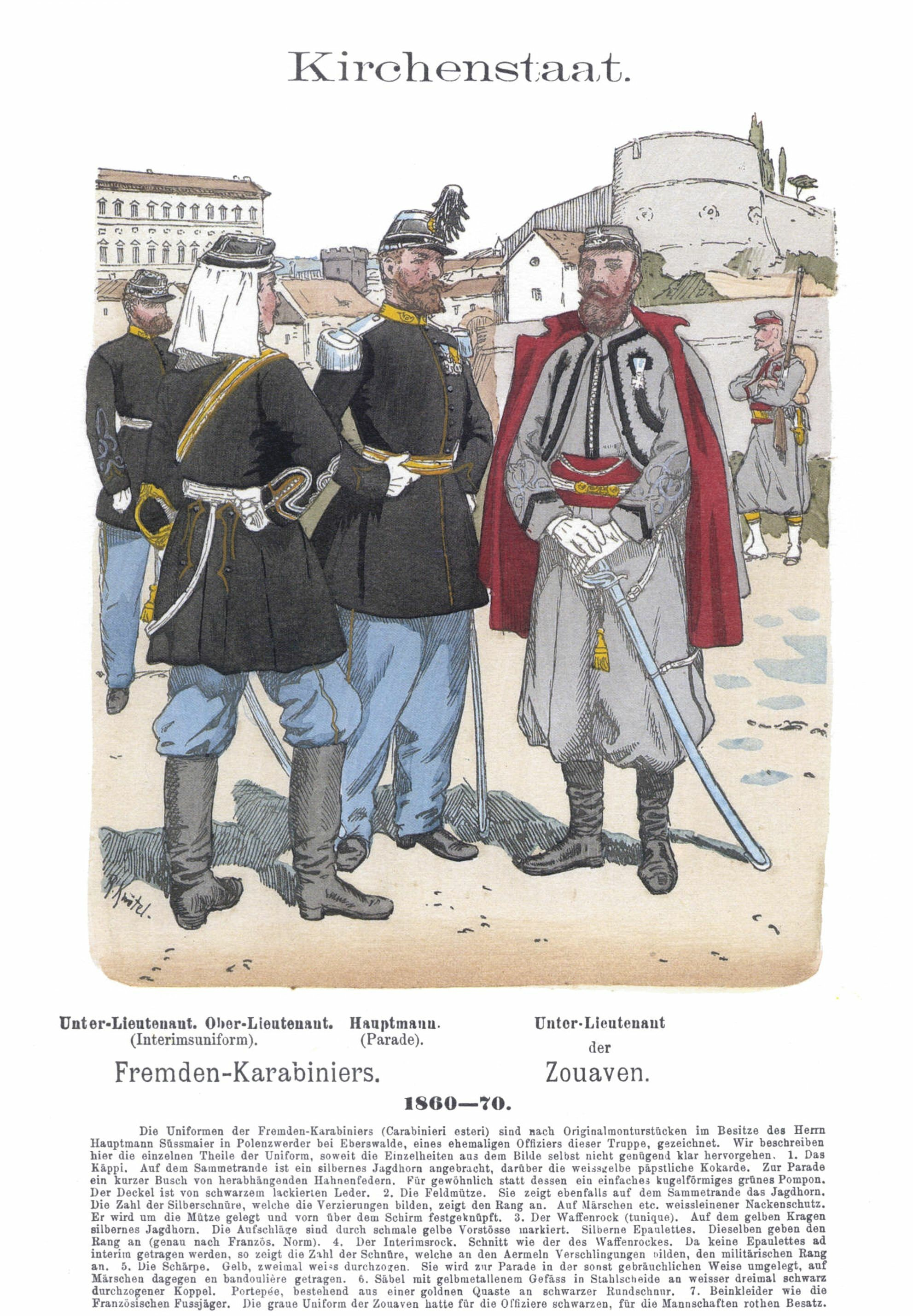
Fremden-Karabiniers. Zuaven. 1860-1870
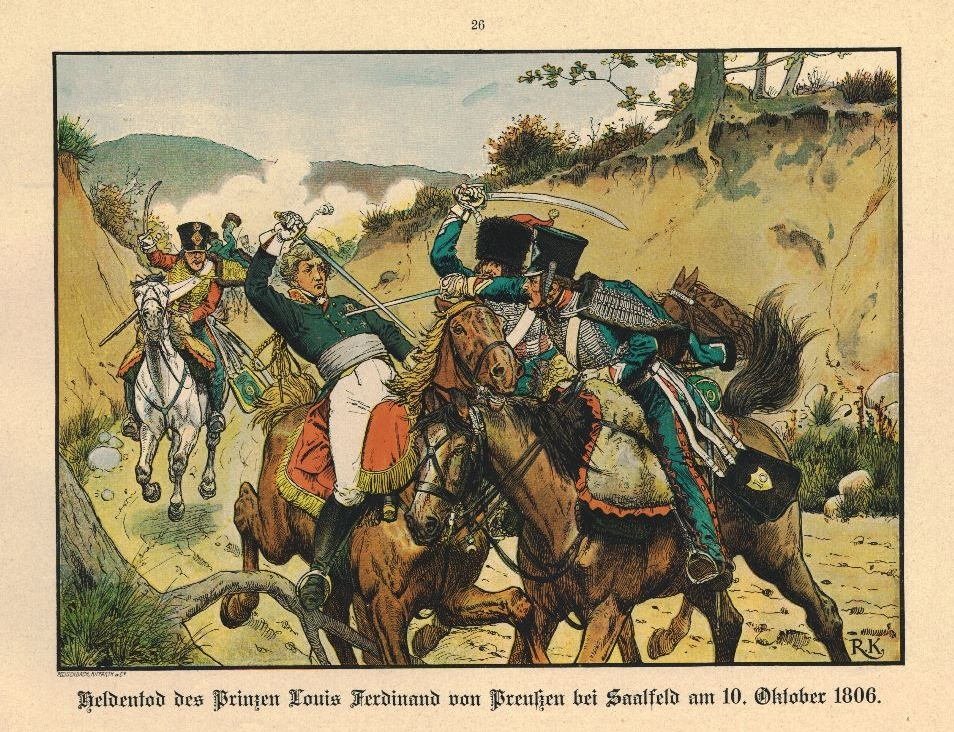
La mort du prince Louis Ferdinand à Saalfeld.
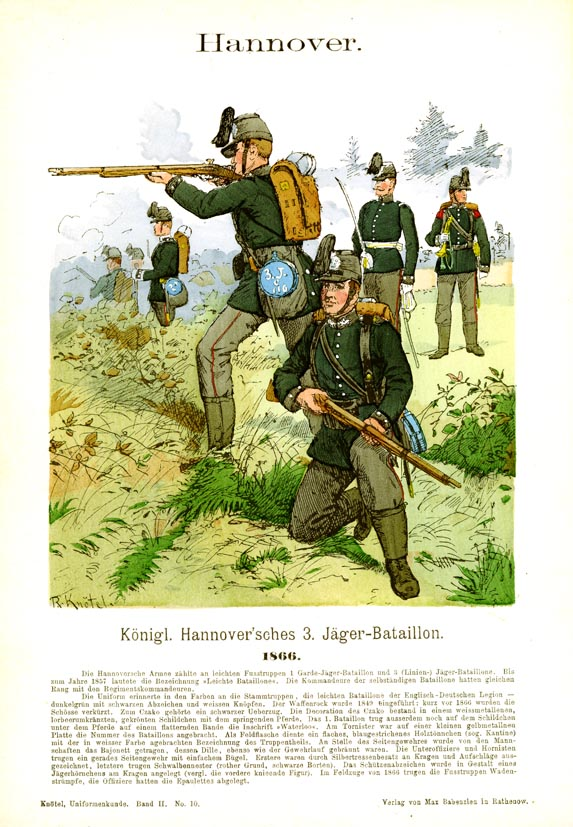
Königlich Hannoversches 3. Jäger-Bataillon. 1866
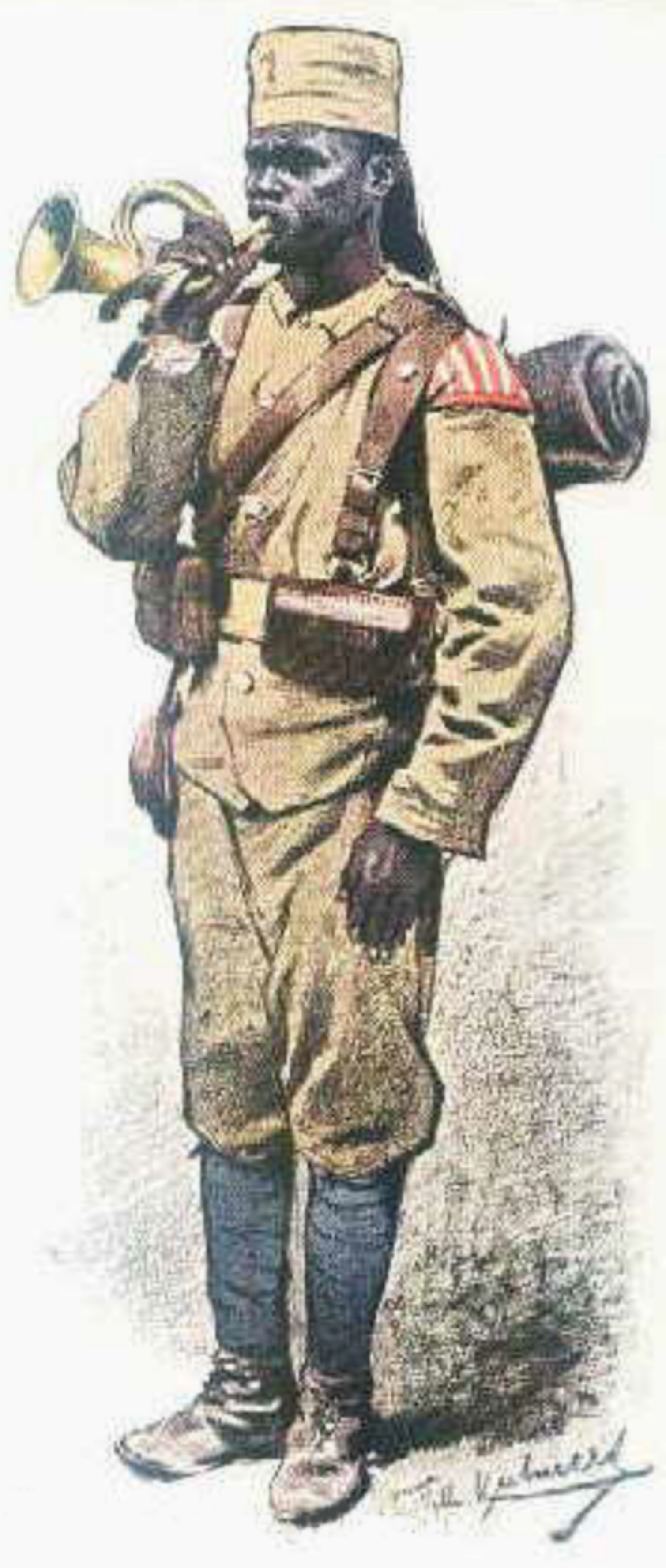
Askari Ostafrika planche de 1914.
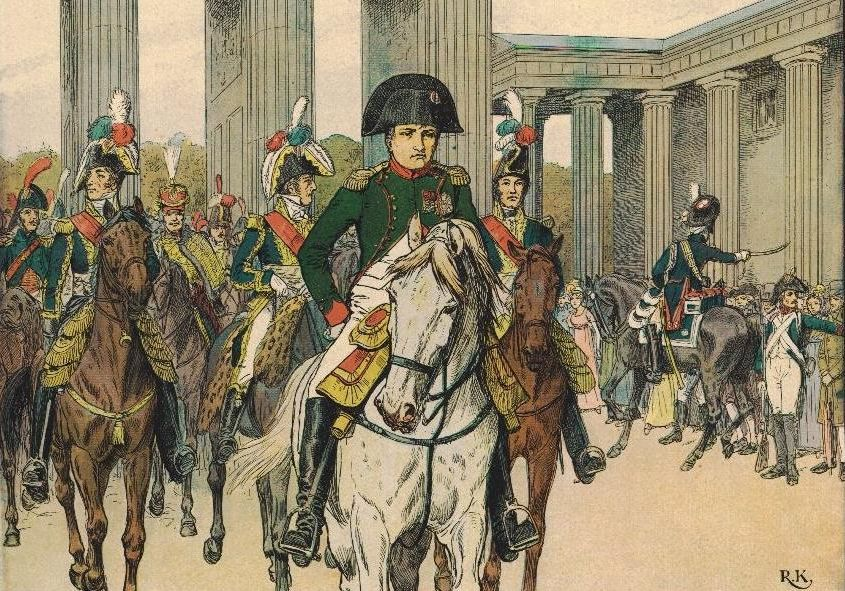
Napoléon Ier à Berlin.